# Mumlavský důl
Mumlavský důl (německy Mummel Tal) je údolí v západních Krkonoších.

## Poloha
Mumlavský důl leží východně od Harrachova. Převažující orientace a klesání dna probíhá ve směru východ – západ. Ohledně směrového členění je významnější pouze esovité zakroucení v jeho západní části. Je úzký a asi 4,5 kilometru dlouhý, sevřený prudkými svahy. Horní konec zaujímá pramenná mísa řeky Mumlavy pod Labskou loukou, na dolní konec navazuje rozšiřující se Harrachovská kotlina. Z geomorfologického hlediska se důl nachází v celku Krkonoše a podcelku Krkonošské hřbety přičemž sám tvoří hranici mezi okrsky Český hřbet a Slezský hřbet. V jižním svahu (přiléhají Lysá hora, Plešivec a Ptačinec) se nenacházejí žádná boční údolí. Severní svah (přiléhá Kamenec a Luboch) je členitější se dvěma významnějšími bočními údolími. Mumlavský důl se nachází na území Krkonošského národního parku.

## Vodstvo
Osou Mumlavského dolu protéká řeka Mumlava, která má v jeho horním zakončení svou pramennou mísu. Mumlava samotná vzniká v lokalitě nazývané Krakonošova snídaně, kde se nachází soutok dvou zdrojnic – Velké a Malé Mumlavy. Významnější přítoky má Mumlava pouze ze severního směru (Vosecký potok, Lubošská bystřina). Samotný tok Mumlavy je specifický a zajímavý překonáváním četných skalních prahů přičemž největší z nich tvoří v dolním zakončení údolí turisticky atraktivní Mumlavský vodopád.

## Komunikace
Tok Mumlavy sleduje po celé délce údolí neveřejná asfaltová komunikace s modře značenou turistickou trasou KČT 1801 spojující Harrachov se Špindlerovým Mlýnem. Komunikace se v lokalitě Krakonošova snídaně dělí přičemž severní větev vede k Vosecké boudě a jižní obsluhuje přilehlé svahy. Ve stejném místě křižuje modře značenou trasu žlutě značená trasa 7307 spojující Rokytnici nad Jizerou s Voseckou boudou a Tvarožníkem.

## Stavby
V Mumlavském dole se žádné významnější stavby nenacházejí, jen v dolním zakončení u Mumlavského vodopádu stojí Mumlavská bouda a v lokalitě Krakonošova snídaně srub informačního centra KRNAP.